# Rapsodia satanica (album)
Rapsodia satanica è il sesto album dei Giardini di Mirò.

## Il disco
Le musiche contenute nel disco sono state composte per la sonorizzazione live de Rapsodia satanica, film muto di Nino Oxilia. Il disco è uscito in vinile e cd per l'etichetta Santeria/Audioglobe di Firenze. Lo spettacolo di sonorizzazione è stato presentato per la prima volta in occasione del Festival FU.MO. di Morciano nel luglio 2013, ne è seguito un tour che ha toccato diverse città italiane ed è stato inserito nel cartellone del prestigioso festival Santarcangelo dei Teatri di Santarcangelo di Romagna nell'estate 2015.

## Tracce
1. I
2. III
3. VII
4. XIII
5. XVII
6. XXI

## Formazione
- Jukka Reverberi - chitarra, basso, armonica, elettronica
- Corrado Nuccini - chitarra, elettronica
- Luca Di Mira - basso, tastiere
- Lorenzo cattelani - batteria
- Emanuele Reverberi - violino, tromba, campane tubolari